# Kỷ Neogen
Kỷ Neogen ( /ˈniːəˌdʒiːn/) hay kỷ Tân Cận là một kỷ địa chất của đại Tân Sinh bắt đầu từ khoảng 23,03 ± 0,05 triệu năm trước (Ma). Kỷ Neogen diễn ra sau khi kỷ Paleogen kết thúc kéo dài 20,4 triệu năm đến trước khi bắt đầu kỷ Đệ Tứ (từ 2,58 triệu năm trước). Theo Ủy ban quốc tế về địa tầng học (ICS) thì kỷ Neogen được chia thành 2 thế là Miocen, Pliocen.
Thuật ngữ hệ thống Neogen (chính thức) và hệ thống Thượng đệ Tam (không chính thức) miêu tả các loại đá trầm tích trong kỷ Neogen.

## Môi trường
Vào đầu Neogen, Trái Đất trông giống như hiện tại, nhưng có nhiều sự biến đổi lớn như các dãy núi nâng lên, mực nước biển hạ thấp, khí hậu lạnh và khô nên sinh vật phải trải qua sự thích nghi. Các lục địa tiếp tục va nhau, Hymalaya tiếp tục nâng cao, vùng đất của Ý va vào châu Âu tạo Anpơ..., hình thành các mũ băng dày ở Bắc Cực, mực nước biển hạ thấp mạnh làm lộ ra các vùng đất hay còn gọi là các "cầu đất" nối liền giữa châu Phi và Á-Âu; giữa Á-Âu và Bắc Mỹ, và Nam Mỹ chuyển động về phía bắc hợp nhất với Bắc Mỹ tạo thành eo đất Panama.
Khi các vùng đất này nối với nhau tạo điều kiện thuận lợi để các loài được tiến hóa khi di chuyển sang các vùng đất mới. Trong các đại dương, những loài tảo nâu lớn hay tảo bẹ, bám vào đá và san hô ở những vùng nước nông lạnh tạo ra môi trường sống mới cho rái cá và Dugong. Trong khi đó trên cạn, khỉ châu Á và Phi bắt đầu phân nhánh tiến hóa vài triệu năm sau đó, tông người chia thành các nhánh có tổ tiên gần nhất với nó là chimpanzees. Thích nghi với đứng trên 2 chân, các loài hominin thời kỳ đầu không còn sống trên cây và đắt đầu dùng tay cầm nắm thức ăn và công cụ. Các loài mới này sẵn sàng để thay đổi hành tinh không như bất kỳ loài nào khác trong các thế kỷ sau đó.

## Vấn đề
Theo truyền thống thì kỷ Neogen kết thúc vào cuối thế Pliocen (khoảng 1,8 Ma), ngay trước khi bắt đầu của kỷ đệ Tứ theo định nghĩa cũ trong nhiều niên biểu địa chất. Tuy nhiên, hiện nay đang có xu hướng trong số các nhà địa chất (cụ thể là các nhà địa chất hải dương kỷ Neogen) về việc gộp cả kỷ đang diễn tiến (kỷ đệ Tứ cũ) vào trong kỷ Neogen, trong khi những người khác (cụ thể là các nhà địa chất đất liền kỷ đệ Tứ) lại cho rằng kỷ đệ Tứ cần phải là một kỷ tách biệt với các hồ sơ hóa thạch khác biệt rõ ràng. Các thuật ngữ dễ gây lẫn lộn và sự bất đồng giữa các nhà địa chất về việc rạch ròi ranh giới theo thứ bậc như thế nào là do sự chia tương đối nhỏ các đơn vị thời gian khi thời gian đạt tới cận kề ngày nay và do sự bảo tồn địa chất đã làm cho các mẫu địa chất trầm tích trẻ nhất được bảo tồn trên một khu vực rộng lớn hơn nhiều và phản ánh nhiều về môi trường hơn so với các mẫu địa chất cổ hơn một chút. Bằng cách phân chia đại Tân Sinh ra thành hai (có thể là ba) kỷ địa chất (kỷ Paleogen, kỷ Neogen, kỷ đệ Tứ) thay vì 7 thế, thì các kỷ là có thể mang tính so sánh được tương đối gần gũi với khoảng thời gian của các kỷ trong đại Trung Sinh và đại Cổ Sinh.

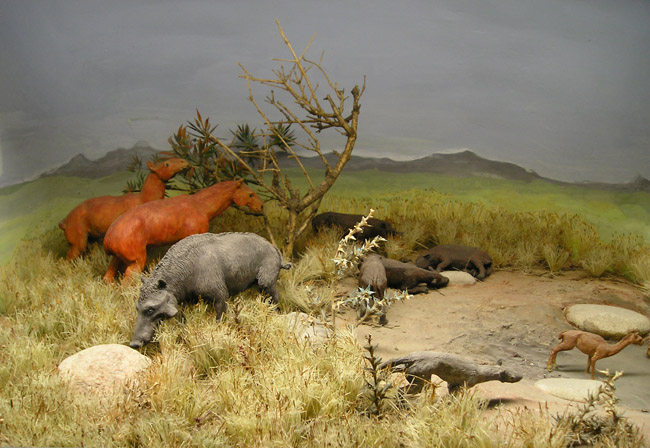
Tranh mô tả các sinh vật thời kỳ thế Miocen.

ICS đã đề nghị rằng kỷ đệ Tứ cũ nên được coi là một phân đại và chứa một phần của kỷ Neogen, với sự bắt đầu của nó vào khoảng 2,588 Ma, trùng với khi bắt đầu tầng Gelasia. Tuy nhiên, Hiệp hội quốc tế về nghiên cứu kỷ đệ Tứ (INQUA) lại đưa ra đề nghị ngược lại cho rằng kỷ Neogen và thế Pliocen kết thúc tại thời điểm khoảng 2,588 Ma, tầng Gelasia cần được chuyển sang thế Pleistocen và kỷ đệ Tứ cần được công nhận là kỷ thứ ba của đại Tân Sinh bằng việc viện dẫn các thay đổi cơ bản trong khí hậu, đại dương và vùng sinh vật của Trái Đất đã diễn ra vào thời điểm 2,588 Ma và sự tương ứng của nó với ranh giới địa từ học Gauss-Matuyama.
Kỷ Neogen (theo ICS) bao gồm khoảng 23 triệu năm. Trong kỷ Neogen thì động vật có vú và chim đã tiến hóa đáng kể. Phần lớn các dạng sự sống khác ít thay đổi. Một số chuyển động lục địa cũng dỉễn ra, sự kiện đáng kể nhất là sự nối liền của Bắc Mỹ và Nam Mỹ vào cuối thế Pliocen. Khí hậu lạnh đi một chút trong toàn kỷ Neogen và lên tới cực điểm trong các sự đóng băng lục địa trong phân đại đệ Tứ (hay kỷ đệ Tứ trong một số niên biểu) đang diễn ra cũng như bình minh của kỷ nguyên con người (chi Homo).

## Phân cấp

### Theo ICS
| Hệ/ Kỷ                                 | Thống/ Thế   | Bậc/ Kỳ    | Tuổi (Ma) | Tuổi (Ma) |
| -------------------------------------- | ------------ | ---------- | --------- | --------- |
| Đệ Tứ                                  | Pleistocen   | Gelasia    | trẻ hơn   | trẻ hơn   |
| Neogen                                 | Pliocen      | Piacenza   | 2.588     | 3.600     |
| Neogen                                 | Pliocen      | Zancle     | 3.600     | 5.333     |
| Neogen                                 | Miocen       | Messina    | 5.333     | 7.246     |
| Neogen                                 | Miocen       | Tortona    | 7.246     | 11.63     |
| Neogen                                 | Miocen       | Serravalle | 11.63     | 13.82     |
| Neogen                                 | Miocen       | Langhe     | 13.82     | 15.97     |
| Neogen                                 | Miocen       | Burdigala  | 15.97     | 20.44     |
| Neogen                                 | Miocen       | Aquitane   | 20.44     | 23.03     |
| Paleogen                               | Thế Oligocen | Chatti     | già hơn   | già hơn   |
| Phân chia kỷ Neogen theo ICS năm 2017. |              |            |           |           |

- Phân đại Đệ Tam (T)
  - Kỷ Paleogen
    - Thế Paleocen
    - Thế Eocen
    - Thế Oligocen

  - Kỷ Neogen
    - Thế Miocen
    - Thế Pliocen trừ tầng Gelasia: Kết thúc vào khoảng 2,588 Ma khi bắt đầu tầng Gelasia.
- Phân đại đệ Tứ (Q)
  - Kỷ Neogen
    - Thế Miocen khi bắt đầu tầng Gelasia.
      - Tầng Gelasia của thế Pliocen.

  - Kỷ Neogen
    - Thế Pleistocen
    - Thế Holocen

### Theo INQUA
- Phân đại Đệ Tam (T)
  - Phân kỷ Đệ Tam Hạ = kỷ Paleogen
    - Thế Paleocen
    - Thế Eocen
    - Thế Oligocen

  - Phân kỷ Đệ Tam Thượng = kỷ Neogen (cũ)
    - Thế Miocen
    - Thế Pliocen: Kỷ Neogen truyền thống kết thúc vào khoảng 1,8 Ma, nhưng INQUA đề nghị kỷ Neogen kết thúc vào khoảng 2,588 Ma, ngay khi bắt đầu tầng Gelasia và đưa tầng này vào thế Pleistocen.
- Kỷ Đệ Tứ (Q)
  -     - Thế Pleistocen
    - Thế Holocen

## Khoáng sản
Than được tìm thấy ở nhiều nơi trên thế giới trong các trầm tích giai đoạn Paleogen-Neogen các loại than gồm bitum, bán bitum và than nâu, đặc trưng bởi các vỉa than mỏng, có sự thay đổi nhỏ về cấu tạo chủ yếu được sử dụng để phát (nhiệt) điện. Giai đoạn Paleogen-Neogen là một trong 3 thời kỳ tạo than chính trên Trái Đất, thời kỳ đầu tiên trong Paleozoi (từ cuối kỷ Carbon đến đầu kỷ Permi); thời kỳ thứ 2 trong Jura-Creta.